# Nicolae Vasile
Nicolae Vasile (sinh ngày 29 tháng 12 năm 1995) là một cầu thủ bóng đá România đá cho Arandina CF tại Tercera División. Anh ra mắt ở Liga I cho Rapid trong chiến thắng 1-0 trước CSMS Iaşi.

## Sự nghiệp

### Câu lạc bộ
Ngày 9 tháng 9 năm 2016, Vasile ký hợp đồng với PS Kemi với bản hợp đồng đến hết mùa giải 2017.